# China-Alkaloide

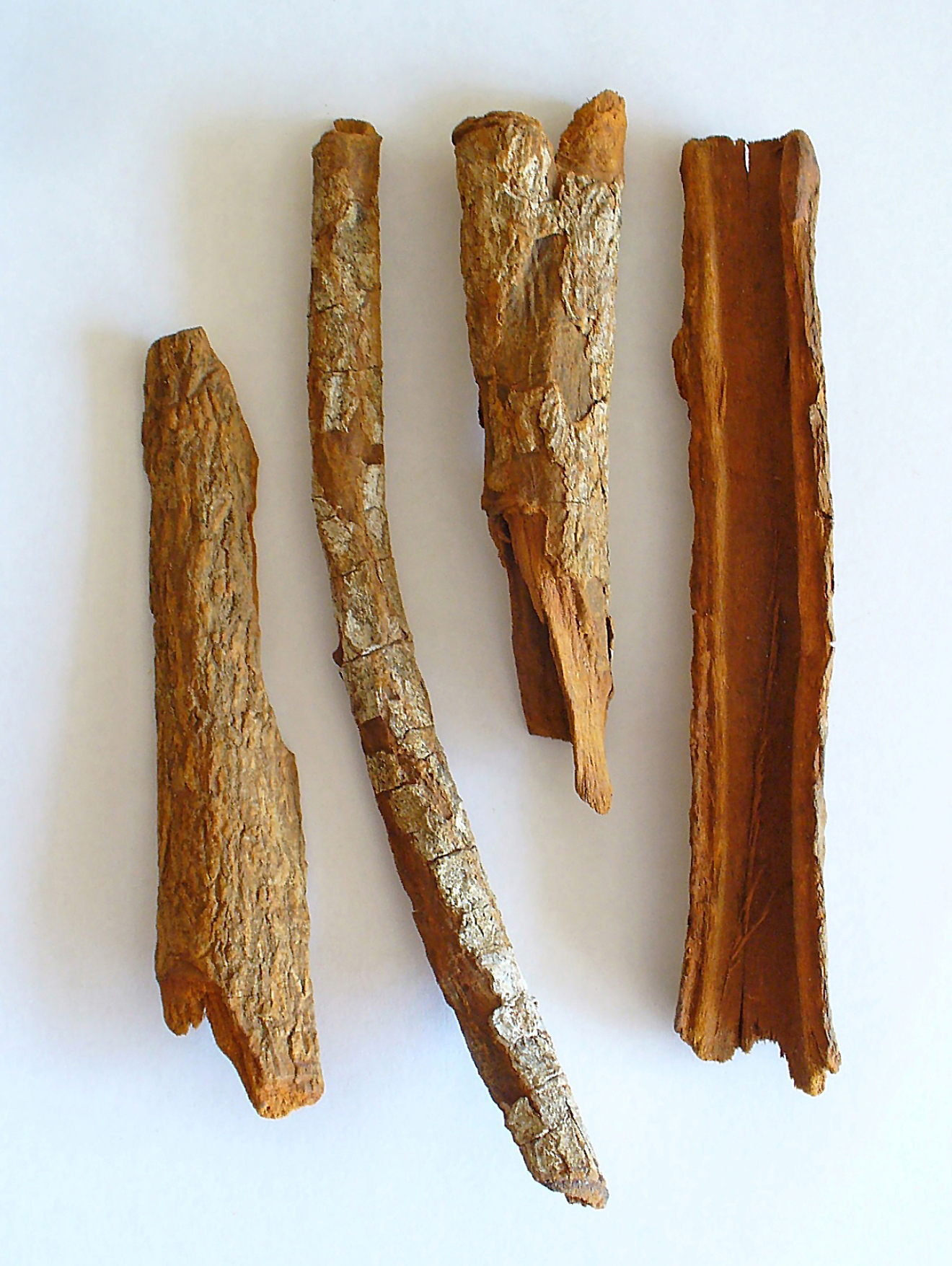
Chinarinde von Cinchona officinalis

Blütenstand mit knospigen und geöffneten fünfzähligen Blüten von Cinchona pubescens

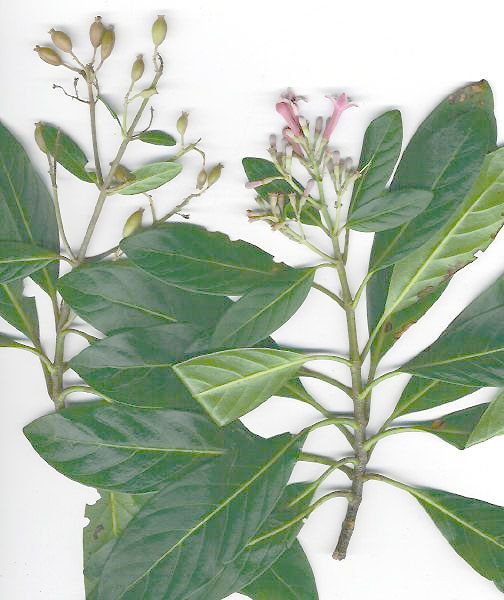
Ein beblätterter Zweig mit Früchten und einer mit Blüten von Cinchona calisaya

China-Alkaloide (Cinchona-Alkaloide) sind Naturstoffe, die in der Chinarinde vorkommen.

## Vertreter
Es gibt mehr als 30 Alkaloide dieser Gruppe. Zu den Vertretern zählen auch die strukturell zu den Chinolin-Alkaloiden zählenden Alkaloide Chinin, Chinidin, Cinchonin und Cinchonidin.

(−)-Chinin
(+)-Chinidin
(+)-Cinchonin
(−)-Cinchonidin

## Vorkommen
China-Alkaloide werden aus der Chinarinde isoliert. Die rote, offizinelle „Apothekenrinde“ enthält zwischen 4 und 12 % Alkaloide. Die Chinarinde stammt von dem in Südamerika heimischen Cinchona-Baum (Cinchona officinalis).
| Insgesamt sind 4–12 % China-Alkaloide in C. officinalis enthalten, davon: |          |             |           |
| Chinin                                                                    | Chinidin | Cinchonidin | Cinchonin |
| 25 %                                                                      | 5 %      | 25 %        | 45 %      |

## Verwendung
Aus der Rinde von Cinchona-Arten, wie Cinchona pubescens  und Cinchona calisaya, wird eine Droge hergestellt. Die Rinde wird von 6 bis 8 Jahre alten Bäumen gewonnen.
Zur technischen Isolierung der China-Alkaloide werden die nichtoffizinellen „gelben Rinden“ von Cinchona calisaya genutzt. Pro Jahr werden ca. 5000–10000 t der Rinde zu ca. 300–500 t der Hauptalkaloide Chinin und Chinidin gewonnen.

## Eigenschaften

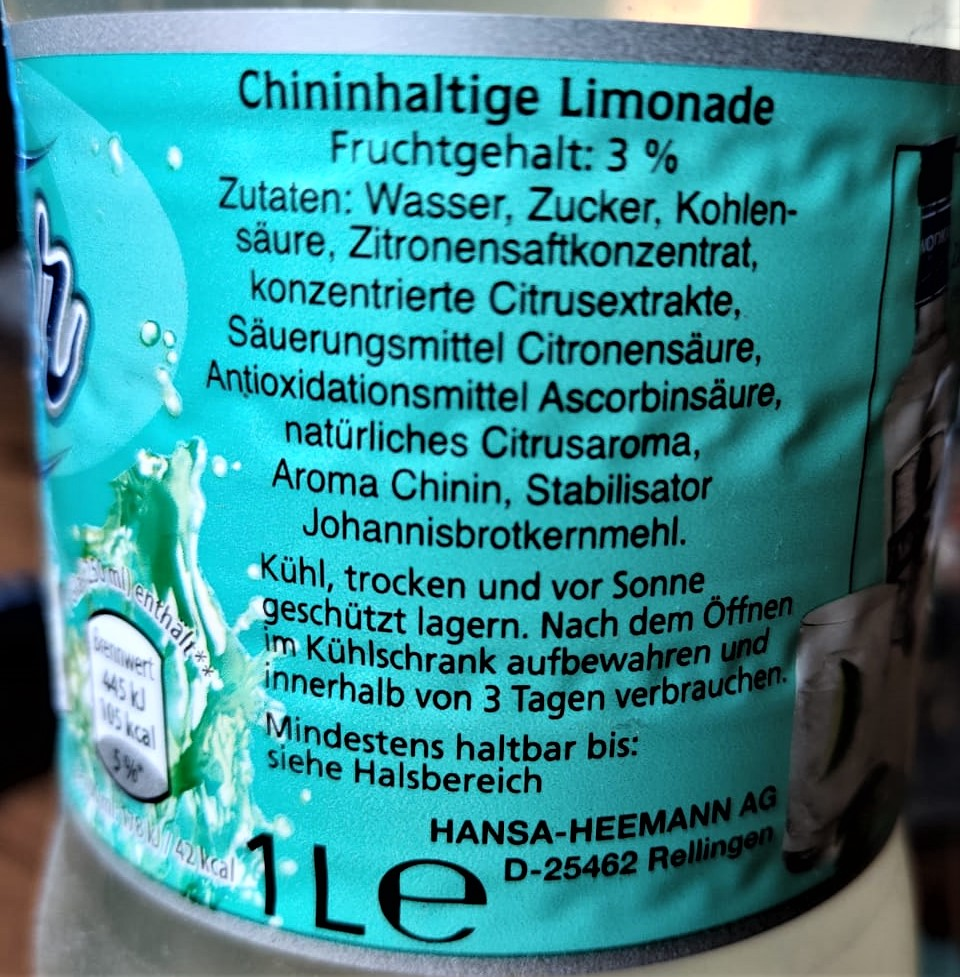
Chininhaltige Limonade

(−)-Chinin zeigt eine blaugrüne Fluoreszenz. Des Weiteren wird es als Mittel gegen Malaria eingesetzt. Es wirkt zudem fiebersenkend und schmerzstillend. 10 g Chinin führen bei einem Erwachsenen zum Tod. (−)-Chinidin wirkt antiarrhythmisch.

(−)-Chinin ist verantwortlich für den bitteren Geschmack des Tonic Waters.